# هنري إدوارد كينغ
هنري إدوارد كينغ (بالإنجليزية: Henry Edward King)‏ هو سياسي أيرلندي، ولد في 9 يونيو 1832 في ليمريك في جمهورية أيرلندا، وتوفي في 5 فبراير 1910 في أستراليا. انتخب Speaker of the Legislative Assembly of Queensland ‏ وانتخب عضو المجلس التشريعي ولاية كوينزلاند.